# مارك دوناهو
مارك دوناهو (بالإنجليزية: Mark Donahue)‏ هو لاعب كرة قدم أمريكية أمريكي، ولد في 28 يناير 1956 في إفرغرين بارك في الولايات المتحدة.